# Rafael de la Fuente
Rafael de La Fuente (Caracas, 11 novembre 1986) è un attore e cantante venezuelano, noto per il ruolo di Diego Forlán nella telenovela Grachi e per il ruolo di Sam Jones in Dynasty.

## Carriera
Rafael de la Fuente nasce a Caracas, in Venezuela, in una famiglia di artisti, e per questo studia sin da piccolo canto, musica, letteratura e pittura, decidendo di sfondare come attore e cantante. Con questo obiettivo studia recitazione con Creatro nel 2001 e canto, composizione, interpretazione e improvvisazione tra il 2002 e il 2003 con importanti cantautori venezuelani. Dopo il diploma in Scienze, frequenta per un anno Comunicazione Sociale all'Università Monteávila, continuando a studiare tecnica vocale con Marisela Leal, recitazione e interpretazione con Hayde Faverola e chitarra con Rubén Rebolledo. La sua prima esperienza professionale è la registrazione della canzone Soñar no cuesta nada, scritta e prodotta da Alejandro Jaen Dal 2006 al 2009 studia arti musicali all'Università di Tampa, in Florida, continuando a frequentare corsi e, dopo il 5 Week Summer Performance Program al Berklee College of Music di Boston, viene selezionato per cantare alla cerimonia di chiusura.
Nel 2008 recita nella produzione Pippin dell'Università di Tampa e, dopo il cortometraggio Don't Make Me Wait di Martin Kandra, debutta nel 2009 nella telenovela Más sabe el diablo nel ruolo di Jorge Giraldo. L'anno seguente è nel cast della telenovela Aurora, mentre nel 2011 ottiene il ruolo secondario di Diego Forlán nella serie Grachi, nella seconda stagione entra nel cast principale. È tra i 42 finalisti per il cast di Fisica o chimica. Nel 2017 è nel cast principale di Dynasty nel ruolo di Samuel Josiah Jones.

## Filmografia

### Cinema
- Don't Make Me Wait, regia di Martin Kandra – cortometraggio (2009)
- The One I Wrote for You, regia di Andrew Lauer (2014)
- Lift Me Up, regia di Mark Cartier (2015)
- Treasure Hunter: Legend of the White Witch, regia di Tania Karenni Flores Alemán (2018)
- ¡He matado a mi marido!, regia di Francisco Lupini (2019)

### Televisione
- Más sabe el diablo – serial TV (2009-2010)
- Aurora – serial TV (2010-2011)
- Grachi – serial TV, 205 puntate (2011-2013)
- Emma una strega da favola (Every Witch Way) – serie TV, 21 episodi (2014)
- Empire – serie TV, 11 episodi (2015-2016)
- Chasing LA - serie TV, 1 episodio (2016)
- When We Rise – miniserie TV, 2 puntate (2017)
- American Horror Story: Cult – serie TV, 1 episodio (2017)
- Dynasty – serie TV (2017-2022)

## Discografia

### Colonne sonore
- 2011 – Grachi - La vida es maravillosamente mágica
- 2012 – Grachi - La vida es maravillosamente mágica Volumen 2

## Teatro
- Grachi - El show en vivo (2012)

## Doppiatori italiani
Nelle versioni in italiano dei suoi film, Rafael de la Fuente è stato doppiato da:
- Daniele Giuliani in Empire, When We Rise, American Horror Story: Cult
- Raffaele Carpentieri in Dynasty[5], Fire Country
- Luca Mannocci in Emma una strega da favola[6]
- Emanuele Ruzza in Grachi[7]

## Premi e riconoscimenti
- 2012 - Kids' Choice Awards México
  - Candidatura - Attore preferito per Grachi[8][9]